# Патера (планетологія)
Пате́ра (лат. patera, мн. paterae) — позаземний кратер неправильної форми або з нерівними краями. Може мати будь-яке походження (вулканічне, метеоритне або інше), хоча більшість патер є вулканічними кратерами або кальдерами. Назву взято з латинської мови, де вона означає неглибоку чашу без ручок, вживану в античній культурі для підношень вина богам та інших цілей (давні греки називали такі чаші фіалами).
Термін «патера» використовується в планетній номенклатурі — входить до складу власних назв об'єктів. У міжнародних назвах (тих, що пишуться латинською абеткою і затверджені Міжнародним астрономічним союзом) слово Patera, як і інші терміни планетної номенклатури, пишеться з великої літери та стоїть після власного імені (наприклад, Dazhbog Patera — патера Дажбога). Окрім того, вживається просто як характеристика (і може бути застосованим навіть до безіменного об'єкта).

## Природа патер
Як і інші терміни планетної номенклатури, слово «патера» нічого не каже про походження об'єкта й описує лише його зовнішній вигляд. Тому воно придатне для об'єктів будь-якого походження. Більшість патер Марса, Венери та Іо є вулканічними кратерами чи кальдерами, а деякі (наприклад, марсіанська патера Орк) — ймовірно, метеоритними. Принаймні деякі патери Тритона та єдина (станом на 2016 рік) найменована патера Титана — патера Сотра — найімовірніше, є кратерами кріовулканів. Деколи до визначальних ознак патер включають малу глибину. Чіткої межі між патерами та звичайними кратерами нема.

## Особливості вживання терміна
Існує думка, що фактичний вжиток слова «патера» дещо відхилився від його визначення, і цей термін деякою мірою набув геологічного змісту, вказуючи на вулканічне походження об'єкта. Зокрема, після встановлення метеоритного походження венеріанської патери Клеопатри (для якої спочатку підозрювали вулканічну природу) її було перейменовано на кратер Клеопатра.
Власні назви, як правило, дають патерам, що є кратерами низьких — щитових — вулканів (коли сам вулкан малопомітний і назви «не заслуговує»). Кратери високих вулканів найчастіше залишаються безіменними, натомість назву отримує сам вулкан. У кількох випадках назви з терміном «патера», що їх дали кратерам низьких вулканів, стали застосовуватися до вулканів цілком (останнім відповідали й значення розмірів цих патер, що були наведені в номенклатурному довіднику МАС). Але 2007 року ці назви все ж було закріплено за кратерами, а відповідні вулкани отримали імена з терміном Mons або Tholus (наприклад, так було з марсіанською горою Альба, що отримала назву через 34 роки після свого кратера — патери Альба).
Геологічний термін «гірська патера» (англ. highland patera), на відміну від номенклатурного терміна «патера», стосується всього вулкана.

## Назви патер
Термін «патера» (разом із 12 іншими термінами планетної номенклатури) було введено у вжиток 1973 року на XV Генеральній асамблеї МАС. Тоді було найменовано 9 марсіанських патер, відзнятих космічним апаратом «Марінер-9» у 1972–1973 роках.
Станом на серпень 2016 року термін Patera або Paterae є в назві 249 об'єктів: 144 на Іо, 73 на Венері, 20 на Марсі, 6 на Ганімеді, 5 на Тритоні та 1 на Титані.
Патери на різних небесних тілах називають по-різному:
- на Венері — на честь видатних жінок;
- на Марсі — іменами сусідніх деталей альбедо на картах Джованні Скіапареллі або Ежена Антоніаді;
- на Іо — на честь богів, богинь та героїв, пов'язаних з вогнем, Сонцем, громом або вулканами, міфічних ковалів, а також назвами сусідніх центрів вивержень;
- на Ганімеді — іменами тимчасових річок (ваді) Родючого Півмісяця;
- на Титані — за початковим задумом — на честь божеств щастя, миру та злагоди різних народів. Але єдина (станом на 2016 рік) найменована патера Титана носить ім'я норвезького острова Сотра, успадковане від прибраної з карти назви факули Sotra Facula[32];
- на Тритоні — різними назвами, пов'язаними з водою (наприклад, іменами міфічних істот або місцевостей), окрім назв грецького та римського походження.